# Jakušovce
Jakušovce és un poble i municipi d'Eslovàquia. Es troba a la regió de Prešov, al nord del país.

## Història
La primera referència escrita de la vila data del 1454.

## Demografia
| Godina             | 1994 | 2004   | 2014    | 2024    |
| ------------------ | ---- | ------ | ------- | ------- |
| Nombre de persones | 52   | 53     | 46      | 29      |
| Diferència         |      | +1,92% | −13,20% | −36,95% |

| Godina             | 2023 | 2024    |
| ------------------ | ---- | ------- |
| Nombre de persones | 35   | 29      |
| Diferència         |      | −17,14% |